# Marlen Esparza
Marlen Esparza (Houston, Texas; 29 de julio de 1989) es una boxeadora profesional estadounidense que se alzó con el título de peso mosca femenino del CMB en junio de 2021 y el de la AMB y The Ring desde abril de 2022. Como amateur se convirtió en la primera mujer estadounidense en clasificarse para los Juegos Olímpicos en el primer año en que el boxeo femenino era un evento olímpico, pasando a ganar una medalla de bronce en la división de peso mosca femenino en los Juegos Olímpicos de Londres 2012.

## Carrera
Esparza, de ascendencia mexicana, se graduó en la Pasadena High School de Pasadena (Texas) en 2007. Esparza ganó una medalla de bronce en el Campeonato Mundial de Boxeo Femenino de 2006, el oro en el Campeonato Mundial de Boxeo Femenino de la AIBA de 2014 y el bronce en el Campeonato Mundial de Boxeo Femenino de la AIBA de 2016.
Esparza tiene un acuerdo de patrocinio con los cosméticos CoverGirl. También apareció en un anuncio en español para Coca Cola. Además, colaboró con el grupo de derechos de los animales PETA y posó en un anuncio para instar al público a hablar de los animales maltratados.
Esparza fue el tema del documental de Soledad O'Brien para la CNN en 2011, In Her Corner: Latino in America 2. Fue objeto de un extenso perfil en el número de junio de 2012 de The Atlantic en el que se habla con detalle de su infancia, su educación y su intenso compromiso con la competición y el entrenamiento.
Marlen Esparza fue elegida Peleadora del Año de Houston (un premio que engloba a boxeadores profesionales y amateurs) entre 2010 y 2014. En diciembre de 2016 firmó un contrato con Golden Boy Promotions, e hizo su debut profesional en la tarjeta de apertura de ESPN el 23 de marzo de 2017 de un acuerdo de varios años con Golden Boy. Ganó esa pelea, que fue contra Rachel Sazoff.
Se enfrentó a Seniesa Estrada por el título interino femenino del peso mosca de la AMB el 2 de noviembre de 2019, en el MGM Grand Garden Arena en Paradise (Nevada). El combate formó parte del undercard de Canelo Álvarez vs Sergey Kovalev. El combate se detuvo al final del noveno asalto, por consejo del médico del ring, después de que Esparza sufriera un corte en el quinto asalto por un choque accidental de cabezas, propinándole la primera derrota de su carrera profesional por decisión técnica unánime.

## Combates realizados
| Número | Resultado | Récord | Oponente                | Método             | Fecha                    | Ronda   | Localización |
| ------ | --------- | ------ | ----------------------- | ------------------ | ------------------------ | ------- | ------------ |
| 18     | Derrota   | 15–3   | Yokasta Valle           | Decisión (split)   | 29 de marzo de 2025      | 10      | Cancún       |
| 17     | Victoria  | 15–2   | Arely Muciño            | Decisión (unánime) | 24 de diciembre de 2024  | 10      | Ontario      |
| 16     | Derrota   | 14–2   | Gabriela Celeste Alaniz | Decisión (unánime) | 27 de abril de 2024      | 10 (10) | Fresno       |
| 15     | Victoria  | 14–1   | Gabriela Celeste Alaniz | Decisión (split)   | 8 de julio de 2023       | 10      | San Antonio  |
| 14     | Victoria  | 13–1   | Eva Guzman              | Decisión (unánime) | 6 de agosto de 2022      | 10      | Fort Worth   |
| 13     | Victoria  | 12–1   | Naoko Fujioka           | Decisión (unánime) | 9 de abril de 2022       | 10      | San Antonio  |
| 12     | Victoria  | 11–1   | Anabel Ortiz            | Decisión (unánime) | 18 de diciembre de 2021  | 10      | San Antonio  |
| 11     | Victoria  | 10–1   | Ibeth Zamora Silva      | Decisión (unánime) | 19 de junio de 2021      | 10      | El Paso      |
| 10     | Victoria  | 9–1    | Shelly Barnett          | Decisión (unánime) | 5 de marzo de 2021       | 6       | Flint        |
| 9      | Victoria  | 8–1    | Sulem Urbina            | Decisión (unánime) | 30 de octubre de 2020    | 8       | Indio        |
| 8      | Derrota   | 7–1    | Seniesa Estrada         | TD                 | 2 de noviembre de 2019   | 9 (10)  | Paradise     |
| 7      | Victoria  | 7–0    | Sonia Osorio            | Decisión (unánime) | 18 de julio de 2019      | 8       | Indio        |
| 6      | Victoria  | 6–0    | Jhosep Vizcaíno         | Decisión (unánime) | 25 de abril de 2019      | 8       | Indio        |
| 5      | Victoria  | 5–0    | Laetizia Campana        | TKO (golpes)       | 6 de abril de 2018       | 3 (8)   | Los Ángeles  |
| 4      | Victoria  | 4–0    | Karla Valenzuela        | Decisión (unánime) | 14 de diciembre de 2017  | 6       | Indio        |
| 3      | Victoria  | 3–0    | Aracely Palacios        | Decisión (unánime) | 16 de septiembre de 2017 | 6       | Paradise     |
| 2      | Victoria  | 2–0    | Samantha Salazar        | Decisión (unánime) | 6 de mayo de 2017        | 4       | Paradise     |
| 1      | Victoria  | 1–0    | Rachel Sazoff           | Decisión (unánime) | 23 de marzo de 2017      | 4       | Indio        |

## Enlaces personales
- Marlen Esparza en Facebook
- Marlen Esparza en Instagram
- Marlen Esparza en X (antes Twitter)

- Datos: Q453395
- Multimedia: Marlen Esparza / Q453395

- Esta obra contiene una traducción  derivada de «Marlen Esparza» de Wikipedia en inglés, publicada por sus editores bajo la Licencia de documentación libre de GNU y la Licencia Creative Commons Atribución-CompartirIgual 4.0 Internacional.